# 埃姆登 (北達科他州)
埃姆登（英語：Embden）是位於美國北達科他州卡斯縣的普查規定居民點。

## 人口
根據2020年美國人口普查的數據，埃姆登的面積為1.86平方千米，皆為陸地。當地共有人口41人，而人口密度為每平方千米22.04人。